# وو تشاو
وو تشاو هو رباع صيني، ولد في 19 يناير 1992 في الصين.